# Nissan Juke
Nissan Juke (транскр. Нисан џук) (јап. 日産・ジューク) је субкомпактни кросовер СУВ који производи јапански произвођач аутомобила Нисан од 2010. године.

## Историјат
Кад се овај Нисанов модел појавио на тржишту, био је једини у својој класи субкомпактних кросовера, који је започео ту класу кросовера и родоначелник је класе субкомпактних кросовера. После три године, појавио се његов технолошки брат близанац Рено каптур. Дебитовао је као серијско возило на Салону аутомобила у Женеви 2010. у марту и позиционирао се испод кашкаја, представљен је у Северној Америци на Међународном сајму аутомобила у Њујорку 2010. да би се продавао за модел 2011. године. Модел друге генерације је представљен за европско тржиште у септембру 2019. године, нудећи веће димензије коришћењем новије Рено–Нисан ЦМФ-Б платформе. Друга генерација означава повлачење модела са већине тржишта ван Европе и Аустралазије како би се направио пут за Нисан кикс. Како је одмакало време, толико је почела да се шири конкуренција, а главни конкуренти су му: Фолксваген т-рок и Фолксваген т-крос, братски конкурент Рено каптур, Опел кросленд, али и Тојота C-HR, Форд пума и Форд екоспорт, Пежо 2008, Мазда CX-3, Сеат арона, Хјундаи кона, Кија стоник, Хонда HR-V и други.

### Порекло назива
Назив "џук" значи "плесати или мењати правац демонстрирајући агилност", а такође је изведено од речи "џубокс".

### Прва генерација (2010–2020)
Дана 11. фебруара 2009, Нисан је најавио да ће овај модел кренути у производњу у фабрици Нисан Мотор Мануфекчуринг УК (НМУК) у Сандерленду, Уједињено Краљевство, током 2010. године, након што се појавио као концептни аутомобил Нисан казана на Салону аутомобила у Женеви 2009.
- Нисан казана
- Нисан казана
- унутрашњост

Џук је дизајниран у Нисан Дизајн Европа у Лондону и дорађен у Нисановом дизајнерском центру у Јапану. Заснован је на платформи Ниссан Б. Фабрика у Сандерленду (НМУК) производи за европско тржиште, Аустралију и Нови Зеланд, док Нисанов погон у Опами, Јапан, производи возило за све остале земље. И Сандерленд и Опама су добављачи варијанте са погоном на све точкове. Фабрика Пурвакарта (НМИ) у Индонезији састављала је џук за домаће тржиште и Тајланд са локалним садржајем од 40 одсто, само са погоном на предње точкове.

Верзија прве генерације џука са новом ознаком продата је у Кини као Инфинити ЕСК.
- I генерација
- унутрашњост
- I генерација, редизајн
- I генерација, редизајн

### Друга генерација (2019–)
Џук друге генерације представљен је 3. септембра 2019. у Лондону, Паризу, Милану, Барселони и Келну. У производњу је кренуо у октобру 2019. Нисан је наставио да производи џук у својој фабрици у Сандерленду, у Великој Британији. Испоруке купцима су почеле крајем новембра на европским тржиштима.
Возило је веће и засновано је на потпуно новој ЦМФ-Б платформи која се дели са другом генерацијом Рено каптура и петом генерацијом Рено клиа. Нова платформа у великој мери користи челик високе чврстоће за који се тврди да нуди бољу стабилност, перформансе и могућности скретања. Упркос томе, џук друге генерације је лакши за око 23 кг у поређењу са моделом претходне генерације.
Нисан тврди да је простор за колена на задњим седиштима повећан за 58 мм, простор за главу позади за 11 мм, а капацитет пртљажника је сада 20 процената већи на 422 Л због своје веће величине. Нови џук усваја потпуно нови изглед контролне табле са 'лебдећим' централним дисплејом, новим мултифункционалним воланом и смањеним бројем дугмади на централној конзоли.
Почетна опција мотора је 1.0-литарски троцилиндрични DIG-T турбо бензински мотор који производи 117 КС (86 кВ) и 180 Нм. У марту 2022., 1,6-литарски бензински хибридни мотор из Рено каптура је представљен заједно са побољшаним моделом из 2022. године.
За већину тржишта ван Европе и Аустралазије, џук друге генерације никада није представљен јер је замењен киксом заснованим на В платформи. Кикс је представљен у Северној Америци 2017. за модел 2018., директно замењујући џук. Џук је такође укинут у Јапану и неколико тржишта југоисточне Азије у корист кикс e-Power.

Друга генерација џука је пуштена у продају у Аустралији у мају 2020. године, са четири нивоа опреме. Такође је лансиран на Тајвану у новембру 2020. и продат је заједно са локално састављеним киксима.
- II генерација
- унуташњост
- задња клупа
- 1.0 DIG-T